# Aliaksandr Kazulka
Aliaksandr Kazulka (né le 8 décembre 1983) est un athlète biélorusse spécialiste du lancer du marteau. 

## Carrière

### Palmarès
| Date | Compétition                   | Lieu     | Résultat | Performance |
| ---- | ----------------------------- | -------- | -------- | ----------- |
| 2002 | Championnats du monde junior  | Kingston | 3e       | 72,72 m     |
| 2005 | Championnats d'Europe espoirs | Erfurt   | 2e       | 73,60 m     |
| 2007 | Universiade                   | Bangkok  | 2e       | 74,52 m     |

### Records
| Épreuve           | Performance | Lieu  | Date           |
| ----------------- | ----------- | ----- | -------------- |
| Lancer du marteau | 78,54 m     | Brest | 6 juillet 2006 |